# Uhorská Ves
Uhorská Ves (in ungherese Magyarfalu) è un comune della Slovacchia facente parte del distretto di Liptovský Mikuláš, nella regione di Žilina.